# Profine
Die Profine GmbH (Außenauftritt als profine Group) ist ein kunststoffverarbeitendes Unternehmen, das Profile für Fenster- und Türensysteme sowie Platten aus PVC herstellt. Die Unternehmenszentrale befindet sich in Pirmasens.

## Geschichte
Profine wurde 2003 von der HT Troplast als Dachgesellschaft für deren Profilaktivitäten gegründet. Dabei wurden die drei in Deutschland ansässigen Marken KBE, Kömmerling und Trocal zusammengeführt.
Das Unternehmen war zunächst in Hand von Private-Equity-Investoren, wurde aber 2012 von Peter Mrosik in Rahmen einer Restrukturierung des letzten Eigners, der Arcapita Group aus Bahrain, übernommen.

## Unternehmensdaten
Geschäftsführer der Profine sind Peter Mrosik (Geschäftsführender Gesellschafter) und Marc Böttger (CFO).
Das Unternehmen ist ein weltweit führender Anbieter der Branche, welches seine Produkte in mehr als 100 Länder liefert und eine Produktionskapazität von ca. 450.000 Tonnen Profile pro Jahr vorweisen kann.
Profine ist Arbeitgeber für über 3.500 Mitarbeiter in 42 Niederlassungen und Vertriebsbüros in 38 Ländern (In Deutschland sind rund 1.600 Mitarbeiter an den Standorten Pirmasens und Berlin beschäftigt).
Die weltweiten Produktionsstandorte befinden sich in:
- Berlin (Deutschland)
- Pirmasens (Deutschland)
- Marmoutier (Frankreich)
- Bosaro (Italien)
- Madrid (Spanien)
- Moskau (Russland)
- Zaporozhye (Ukraine)
- Huntsville, Alabama (USA)
- Huthwaite (Großbritannien)
- Tianjin (China)
- Vadodara (Indien)
- Wroclaw (Polen)
- Živinice (Bosnien und Herzegowina)